# Wildboyz
Wildboyz is een MTV-programma dat in de Verenigde Staten het eerst werd uitgezonden in 2003. Hierin doen Steve-O en Chris Pontius allerlei stunts. Het programma lijkt op het populaire programma Jackass.
De stunters doen voornamelijk stunts met dieren. De stunters reizen af naar verschillende plaatsen op aarde om daar stunts te doen die verband houden met de plaatselijke cultuur en de dieren. Zo ging Steve-O een keer met haaien zwemmen, met een stuk vlees aan zich vastgebonden. Ook rennen de jongens vaak op groepen wilde dieren in om ze te laten schrikken, en eten ze vaak plaatselijke, ongewone delicatessen.